# Брайън Редмън
Брайън Редмън (на английски: Brian Redman) е бивш британски автомобилен състезател, пилот от Формула 1. Роден на 9 март 1937 година в Колн, Великобритания.

## Формула 1
Брайън Редмън прави своя дебют във Формула 1 в Голямата награда на ЮАР през 1968 година. В световния шампионат записва 15 състезания като печели осем точките и се качва един път на подиума, състезава се за шест различни отбора.